# سوبارو نيشيمورا
سوبارو نيشيمورا (باليابانية: 西村 昴) (مواليد 13 يونيو 2003) هو لاعب كرة قدم ياباني.

## وصلات خارجية
- سوبارو نيشيمورا على موقع رابطة كرة القدم اليابانية للمحترفين (اليابانية)
- سوبارو نيشيمورا على موقع قاعدة بيانات كرة القدم.إي يو (الإنجليزية)
- سوبارو نيشيمورا على موقع Soccerway.com (الإنجليزية)
- سوبارو نيشيمورا على موقع عالم كرة القدم.نت (الإنجليزية)